# Pagasa fasciventris
Pagasa fasciventris är en insektsart som beskrevs av Harris 1940. Pagasa fasciventris ingår i släktet Pagasa och familjen fältrovskinnbaggar. Inga underarter finns listade i Catalogue of Life.